# Foetus
Foetus es un grupo australiano de rock industrial formado en Melbourne  en 1981.

## Historia
Foetus es fundado en 1981 como un one-mand-band por James George "J.G." Thirwell. Thirlwell nació el 29 de enero de 1960 en Melbourne. A su llegada a Londres concibe el proyecto de Foetus.
J.G.Thirlwell contribuye a diversas producciones en el entorno musical de Nueva York con gente como Lydia Lunch bajo el nombre de Clint Ruin, y con Marc Almond, Cranes, Nine Inch Nails y Marilyn Manson.
Tras publicarse el álbum Thaw en 1988, Thirlwell forma Foetus Corruptus con miembros de Swans, Hugo Largo, y Unsane.
Con el álbum Gash, publicado en 1995, Thirlwell llama la atención de discográficas importantes. Sony Music publica el EP Null and Void.

## Discografía
- 1981 : Deaf!
- 1982 : Ache
- 1984 : Hole
- 1984 : Finely Honed Machine / Sick Minutes
- 1985 : Nail
- 1986 : Violent Silence (Fœtus & Marc Almond)
- 1987 : Ramrod / Boxhead / Smut
- 1987 : Stink Fist (Clint Ruin + Lydia Lunch)
- 1987 : Bedrock', 1987
- 1988 : Thaw
- 1989 : Rife
- 1990 : Sink
- 1990 : Butterfly Potion / Your Salvation / Free James Brown
- 1991 : Male (Live At Cbgb 3 Nov 1990)
- 1991 : Don't Fear The Reaper / Clinch / Serpentine / Why Don't We Do It (Clint Ruin + Lydia Lunch)
- 1995 : Gash
- 1996 : York
- 1996 : Boil
- 1997 :  Null and Void
- 2001 : Blow
- 2001 : Flow
- 2005 : Love
- 2006 : Damp
- 2007 : Vein
- 2010 : Hide
- 2013 : Soak